# De Woude
De Woude   est un village de la province de Hollande-Septentrionale aux Pays-Bas. Il fait partie de la commune de Castricum. De Woude était une partie de la commune de  Akersloot  jusqu'en 2002.
Le district statistique de De Woude  est de 140 habitants (2004) dont 20 habitants pour le hameau de Stierop au sud de De Woude.